# Kilima griseovariegata
Kilima griseovariegata là một loài nhện trong họ Araneidae.
Loài này thuộc chi Kilima. Kilima griseovariegata được Albert Tullgren miêu tả năm 1910.